# Papuadillo papuae
Papuadillo papuae är en kräftdjursart som först beskrevs av Jackson 1930.  Papuadillo papuae ingår i släktet Papuadillo och familjen Armadillidae. Inga underarter finns listade i Catalogue of Life.